# Matthew Libatique
Matthew Libatique (19 de julho de 1968) é um diretor de fotografia estadunidense, famoso por trabalhar nos filmes do diretor Darren Aronofsky.

## Infância
Libatique, um americano de pais filipinos, nasceu no Queens, Nova Iorque. Ele estudou sociologia e comunicações na California State University, em Fullerton, antes de conseguir seu mestrado em cinematografia no Conservatório da AFI.

## Carreira
Libatique começou a trabalhar como diretor de fotografia em clipes musicais, se juntando com Darren Aronofsky para filma o curta Protozoa. Desde o curta, Libatique voltou a trabalhar com Aronofsky nos longas, π (1998), Requiem for a Dream (2000), The Fountain (2006) e Black Swan (2010). Outros colaboradores frequentes incluem Spike Lee e Joel Schumacher.
Ele trabalhou nos sucessos de bilheteria Iron Man (2008) e Iron Man 2 (2010). Em 2011, ele recebeu sua primeira indicação ao Oscar de Melhor Fotografia por seu trabalho em Black Swan.

## Filmografia
- Protozoa (1993, curta)
- π (1998)
- Requiem for a Dream (2000)
- Tigerland (2000)
- Josie and the Pussycats (2001)
- Phone Booth (2002)
- Gothika (2003)
- She Hate Me (2004)
- Everything Is Illuminated (2005)
- Inside Man (2006)
- The Fountain (2006)
- The Number 23 (2007)
- Iron Man (2008)
- Miracle at St. Anna (2008)
- Passing Strange (2009)
- My Own Love Song (2010)
- Iron Man 2 (2010)
- Black Swan (2010)
- Cowboys & Aliens (2011)
- Ruby Sparks (2012)
- Noah (2014)